# Eugène Goyet
Pour les articles homonymes, voir Goyet (homonymie).
Eugène Goyet , né Bernard Claude Pierre Goyet à Chalon-sur-Saône le 7 février 1798, et mort à Paris le 7 mai 1857, est un peintre français.

## Biographie
Fils du peintre Jean-Baptiste Goyet, élève d'Antoine Jean Gros, il expose au Salon de 1827 à 1857 et obtient une médaille de deuxième classe en 1833 et une de première en 1839. On lui doit essentiellement des œuvres religieuses et des portraits.
Eugène Goyet épouse Zoé Groizier à Paris le 23 mai 1831.
Il meurt à Paris, rue de la Chaussée-d'Antin, dans l'ancien 1er arrondissement, le 7 mai 1857. 
Il est inhumé au cimetière de Montmartre le 9 mai 1857.

## Œuvres

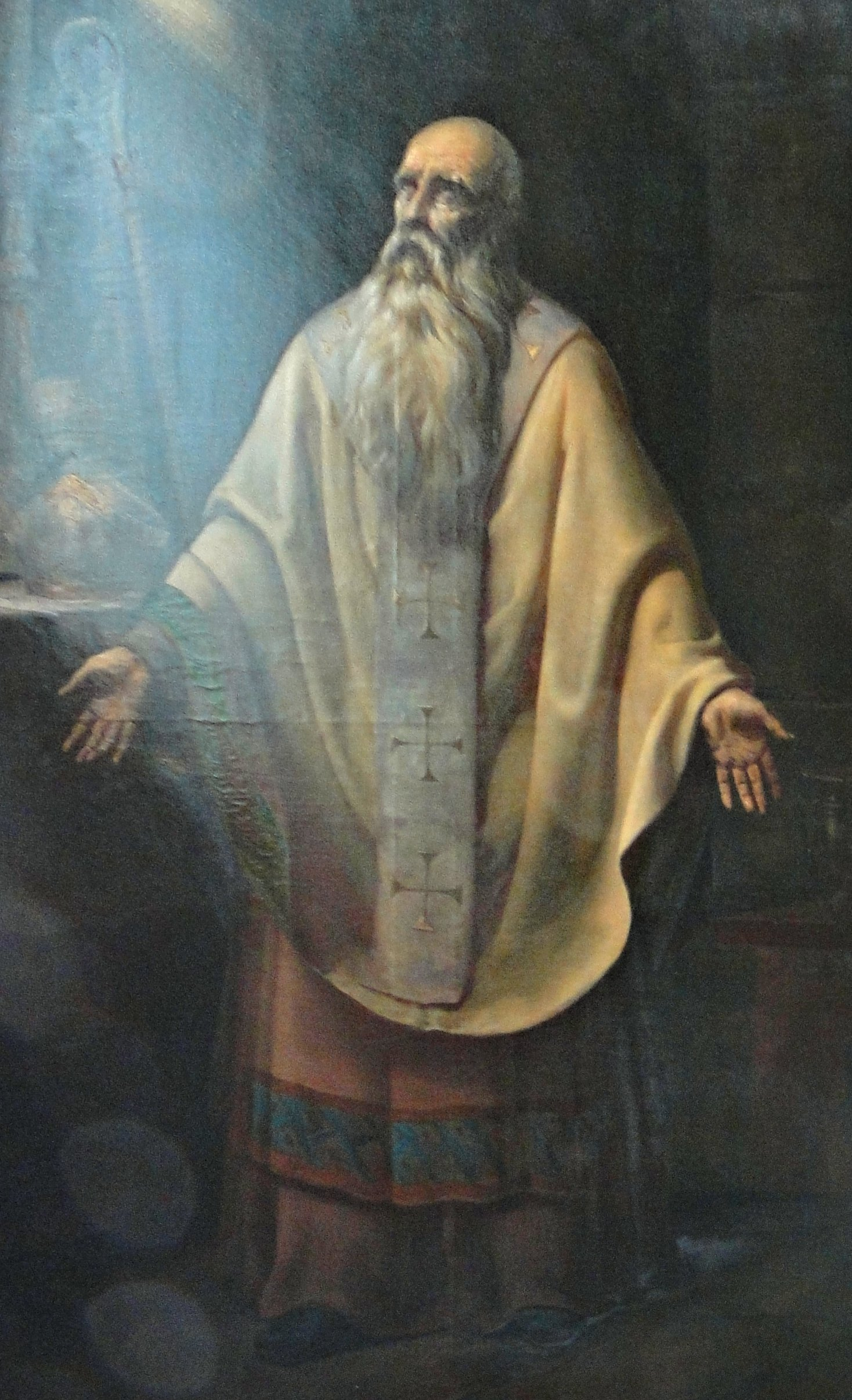
St. Magloire, Église Saint-Jacques-du-Haut-Pas, Paris

- L'Assomption, 1830, Mairie de Mirande
- La Vision de saint Luc, 1834, Mairie de Pézenas
- Le Christ en Croix et deux anges en adoration, 1835, Mairie de Plaisance
- La Mort de saint Paul, 1835, Mairie de Charolles
- Autoportrait, 1838
- Le Christ en croix, 1839, Mairie d'Excideuil
- Un trait de la vie de Saint Germain, 1843, Cathédrale Saint-Pierre, Montpellier
- Foulques de Villaret, 25e grand-maître de l'ordre de Saint-Jean de Jérusalem, huile sur toile, 1841
- Sainte Cécile, 1843, Mairie de Millau
- La Vierge (1850), aquarelle
- Portrait d'homme en chasseur, huile sur toile
- Le Christ entre deux anges, Mairie d'Ussel (Corrèze)
- Portrait de Louise Béchet, Maison de Balzac, Paris
- Le Massacre des Innocents, Musée des Beaux-Arts de Béziers
- Roi Louis-Philippe, Archives départementales, Agen
- Roi Charles X, Archives départementales, Agen
- Portrait du pape Pie IX, 1853, Musée du Louvre[6]
- Portrait en pied de Claude-Victor Perrin, duc de Bellune (le maréchal Victor), Musée du Louvre